# ウルトラマンティガ&ウルトラマンダイナ 新たなる二つの光
『ウルトラマンティガ&ウルトラマンダイナ 新たなる二つの光』（ウルトラマンティガ アンド ウルトラマンダイナ あらたなるふたつのひかり）は、1998年7月16日にバンダイから発売された、特撮テレビシリーズ『ウルトラマンティガ』『ウルトラマンダイナ』を題材としたプレイステーション用の3D格闘ゲーム。
ナレーションは真地勇志。

## 操作キャラクター
ウルトラマンティガ
ミッション1～10、14で使用可能。
基本となるマルチタイプから、パワー重視のパワータイプ、スピード重視のスカイタイプへとチェンジできる。
ウルトラマンダイナ
ミッション11から使用可能。
ティガ同様タイプチェンジ能力を持つが、フラッシュタイプから他のタイプへのチェンジはそれぞれ1回と、原作設定が反映されている。ただし、サバイバルモードでは無限。

## STORY MODE
ストーリーモード。全14ステージ。
ティガ・ダイナを操作し、ミッションをクリアしていく。怪獣の体力が0の状態で必殺技を放つとステージクリアとなる。ティガ・ダイナの体力が0になったり、時間切れになってしまうと敗北となる。また、各ステージによっては特別な敗北条件も用意されている。視点はティガ・ダイナの背後からとなる。
コンティニューは5回まで。ステージセレクト機能が無いため、一度ゲームオーバーになると、最初からやり直しになる。
| ミッション | 原作での話数 | タイトル         | 登場怪獣・宇宙人                  | ポイント                                                                                              |
| ---------- | ------------ | ---------------- | --------------------------------- | --- |
| 1          | 1            | 防衛司令323      | 超古代怪獣 ゴルザ                 | 発電所を防衛しつつ戦う 発電所が破壊されてしまうと敗北                                                 |
| 2          | 3            | 闇夜の中で       | 炎魔戦士 キリエロイド             | 特になし                                                                                              |
| 3          | 4            | 無敵の要塞       | 複合怪獣 リガトロン               | ステージ内のエネルギータンクを破壊し、体力を回復してくる                                              |
| 4          | 5            | ゾンビ怪獣大行進 | ゾンビ怪獣 シーリザー             | ガスコンビナートへの侵入を防ぎつつ倒す シーリザーかティガ自身がガスコンビナートに侵入してしまうと敗北 |
| 5          | 19・20       | 機械島を撃て     | 機械人形 ゴブニュ（ギガ・オグマ） | ギガを倒すと、続けてオグマが現れる 連戦になるので体力を消耗しすぎないよう注意                         |
| 6          | 23           | 侵略者の島       | 恐竜兵器 ウェポナイザー           | 中性子爆弾を持つウェポナイザーを操っているUFOを破壊する ウェポナイザーを倒してしまうと敗北            |
| 7          | 26           | 樹海からのSOS    | 剛力怪獣 シルバゴン               | 原作同様、動くものにしか反応しない特性を活かすのがポイント パワーが非常に高いので注意                 |
| 8          | 36           | 奪われた時空     | 超力怪獣 ゴルドラス               | 時空エネルギーフィールドへ逃がさないよう戦う ゴルドラスがフィールドに辿り着いてしまうと敗北           |
| 9          | 37           | 花の見る夢       | 謀略宇宙人 マノン星人             | 特になし                                                                                              |
| 10         | 44           | 闇を超えて       | イーヴィルティガ                  | パワーもあり、ガードも多用してくるので注意                                                            |

ミッション11からはダイナ編のシナリオとなる。
| ミッション | 原作での話数 | タイトル         | 登場怪獣・宇宙人            | ポイント |
| ---------- | ------------ | ---------------- | --------------------------- | --- |
| 11         | 3            | 夕焼けの攻防     | 再生怪獣 グロッシーナ       | ミサイル本部ビルを防衛しつつ戦う 時間が経過すると、体力が回復してくる ミサイル本部ビルが破壊されてしまうと敗北 |
| 12         | 4            | 明日への疾走     | 肉食地底怪獣 ダイゲルン     | 特になし |
| 13         | 16           | シルバゴンの逆襲 | 剛力怪獣 クローンシルバゴン | 原作同様、動くものにしか反応しない弱点が無くなっている                                                         |
| 14         | 劇場版       | 光を超えて       | 電脳魔神 デスフェイサー     | 最初にティガかダイナを選択 ティガがやられてしまうとダイナ、ダイナがやられてしまうとティガに交代する            |

## SURVIVAL MODE
ストーリーモードをクリアすると解禁される。ティガかダイナを操作し、体力が0になるまで怪獣と戦い続けるモード。0になった時点でゲームオーバーとなる。

## MONSTER GUIDE
ゲーム内に登場する怪獣達のデータを閲覧するモード。なお、クローンシルバゴンは記載されていない。

## OPTION
ゲーム内の設定変更や、データセーブ・ロード、キーコンフィグを行うモード。